# Ryoji Ikeda
Ryoji Ikeda  (池田亮司?, Ikeda Ryōji) (Gifu, 1966) è un compositore e artista giapponese.
Viene citato fra i maggiori esponenti della computer music contemporanea e i suoi album +/- (1996), 0 °C (1998), matrix (2000), dataplex (2005) e test pattern (2008) sono considerati pionieristici nell'ambito della musica astratta contemporanea. Viene inoltre ricordato per essere uno dei pochi artisti sonori noti a livello internazionale.
Durante la propria carriera, Ikeda ha realizzato numerose installazioni sonore in tutto il mondo, suonato con il gruppo multimediale Dumb Type, e lavorato come professore di incisione alla Università d'arte Musashino di Tokyo. Attualmente vive e lavora a Parigi.

## Stile musicale
Le sue composizioni, generalmente austere ed astratte e strettamente correlate al sottogenere della musica glitch, possono essere "collage" astratti di campionamenti oppure il risultato di una modulazione dei parametri sonori applicati a pochissime fonti a volte accompagnate da un ritmo. Per realizzare la propria musica, Ikeda ha spesso adoperato i suoni provenienti da apparecchiature digitali, quali stridii di connessioni fax, rumori di fonti radio, segnali prodotti da un computer o da codici Morse e altri. Sebbene i suoi brani ricordino a volte il minimalismo sperimentale di La Monte Young e Alvin Lucier, alcune delle sue pubblicazioni più recenti risentono l'influenza del dub e della techno minimale.

## Discografia
- 1995 - 1000 Fragments
- 1996 - +/-
- 1998 - Time and Space
- 1998 - 0°C
- 1998 - Mort Aux Vaches (Live at VPRO Radio)
- 1999 - 99 [for 20' to 2000]
- 2001 - Matrix
- 2001 - Cyclo. (con Alva Noto)
- 2002 - Op.
- 2005 - Dataplex
- 2008 - Test Pattern
- 2010 - Dataphonics
- 2013 - Supercodex